# Torbjörn Hultman
Åke Torbjörn Hultman, född 7 maj 1937 i Malmö Sankt Johannes församling i Malmöhus län, är en svensk sjöofficer.
Hultman tog studentexamen i Stockholm 1955. Han tog sjöofficersexamen vid Kungliga Sjökrigsskolan 1958, blev fänrik i flottan samma år och befordrades till löjtnant 1960. Han gjorde sjötjänstgöring i Kustflottan 1958–1964, bland annat på HMS Göta Lejon. Han befordrades till kapten 1966 och tjänstgjorde åter i Kustflottan 1969–1971. Han befordrades 1971 till kommendörkapten av andra graden och tjänstgjorde 1971–1976 vid Huvudavdelningen för marinmateriel vid Försvarets materielverk (FMV-M), befordrad till kommendörkapten av första graden 1972. Åren 1976–1977 var han fartygschef på HMS Gästrikland och 1978–1982 tjänstgjorde han åter vid FMV-M, befordrad till kommendörkapten med särskild tjänsteställning 1980 och kommendör 1981. Han var chef för materielförvaltning vid Ostkustens örlogsbas 1982–1984. År 1984 befordrades han till kommendör av första graden och var chef för Undervattensvapenavdelningen i FMV-M 1984–1989. År 1989 befordrades han till konteramiral och var 1989–1997 chef för FMV-M (1993 namnändrad till Marinmaterielledningen).
Torbjörn Hultman invaldes 1974 som ledamot av Kungliga Örlogsmannasällskapet och 1982 som ledamot av Kungliga Krigsvetenskapsakademien.